# 郭子堦
郭子堦（Kwok Tsz Kaai，1996年12月26日—），生於香港，香港足球運動員，司職中場，現時效力香港超級聯賽球會香港U23。

## 早年生活
郭子堦生於香港，而其家人在內地打理生意，起初他於童年時不獲父親准許踢足球，只能打羽毛球，直到他看過利物浦於2005年歐聯決賽反勝AC米蘭後，便開始迷上足球，並追捧利物浦傳奇隊長謝拉特，到2011年，他為爭取獎學金赴英國受訓四年而參加「夢想成真」計劃，雖然結果他未獲選中，但最後他在獲家人支持下，報讀四年英國布魯克豪斯學院。

## 球會生涯

### 標準流浪
在英國完成四年課程後，郭子堦發了超過2,000封電郵尋找落班機會，結果他獲丹麥次級聯賽球會海勒鲁普受訓3個月，可惜由於當地條例規定，必須年滿18歲才可簽職業合約，最終他在2014年10月加盟威爾斯的業餘球會艾伯里斯特夫。經過1年歐洲遊歷後，他在2015年中回流香港，到港超聯球會標準流浪試腳並獲取錄，更在2015年10月4日對東方的高級組銀牌八強，在76分鐘後備入替許宏鋒，首度在頂級聯賽登場，結果流浪以1–2落敗，隨後他更在12月25日對元朗的菁英盃分組賽，首度在頂級聯賽正選上陣，結果流浪以1–1賽和對手。

### 標準灝天
在首季内，郭子堦在各項賽事上陣11場，協助流浪於9支球隊中獲得第8名護級成功。直到球季完結後，與數名隊友隨流浪總監李輝立轉會至新組成的港超聯球會標準灝天，並在2016年10月29日對東方的高級組銀牌八強，首度為灝天正選上陣，結果灝天以1–4落敗，隨後他更在2016年11月27日對傑志的聯賽，首度在聯賽正選上陣，並踢足全場，結果協助灝天爆冷以0–0守和對手。

### 標準流浪
而郭子堦於職業生涯第二季內，在各項賽事上陣15場，還於季尾協助標準灝天於11支球隊中獲得第9護級成功，可是最終因交還管理權問題而解散。直到球季完結後，郭子堦再隨總監李輝立重返標準流浪，並在2017年9月17日對和富大埔的聯賽，在38分鐘後備入替鄭兆均，重返流浪後首度上陣，結果流浪以0–3落敗，而他在上陣1場後，遠赴西班牙球會試腳。

### 香港飛馬
2019年夏天，郭子堦加盟香港飛馬。

### 香港U23
2021－22球季，郭子堦加盟香港超級聯賽球會香港U23。

## 外部連結
- 香港足球總會網頁球員註冊資料 （页面存档备份，存于）